# Josef V. Kořán
Josef V. Kořán, křtěný Josef Ladislav (25. září 1879 v Praze – 11. listopadu 1920  v Praze) byl český překladatel z ruštiny. Syn novináře, spisovatele a politika Josefa Kořána. Civilním povoláním byl vrchním úředníkem Zemské banky. Zemřel náhle během představení v divadle Uranie ve věku 41 let.

## Překlady
- Vladimír Galaktionovič Korolenko: Slepý hudebník, KDA, svazek 78, Praha : Kamilla Neumannová, 1911
- Vladimír Galaktionovič Korolenko: Čerkes, Praha : Alois Hynek, 1912